# Festival international du film de Mascate
Le Festival international du film de Mascate ou MIFF (Muscat International Film Festival) se tient tous les deux ans à Mascate, la capitale du sultanat d'Oman.
Créé en 2001, ce fut le premier festival de cinéma de la région du Golfe. Il a organisé sa sixième édition en février 2010.